# Nailaka
Nailaka ou Nailakka est l'une des plus petites îles de l'archipel des Banda, en Indonésie. Inhabitée, elle est située à proximité de l'île de Run, la plus occidentale de l'archipel.